# 钱潮
钱潮（1896年—1994年），字君胥，男，浙江杭州人，中国儿科专家、寄生虫病学专家，曾任中国医学科学院南京寄生虫病研究所研究员。